# Aniello Falcone

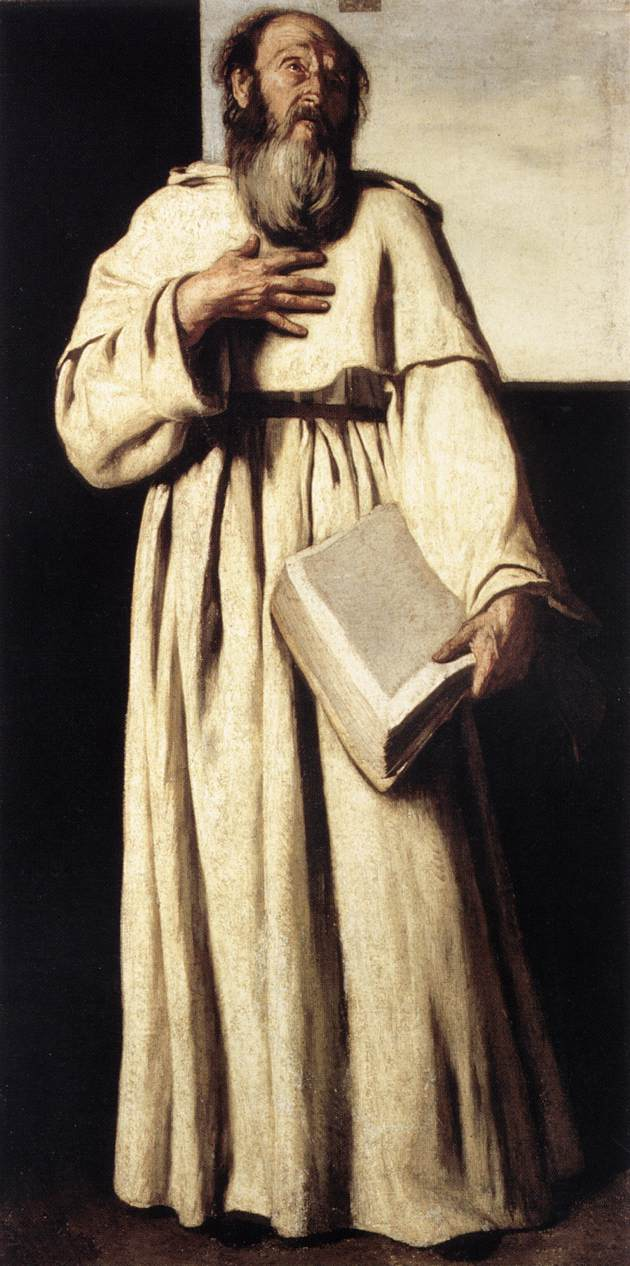
Der Einsiedler, um 1650

Aniello (Angelo) Falcone (* 15. November 1607 in Neapel; † nach 14. Juli 1656 ebenda) war ein italienischer Maler und Kupferstecher der neapolitanischen Schule.

## Leben
Falcone war der Sohn des Malers und Vergolders Vincenzo Falcone († 1648) und dessen Frau Giovanna de Luca. Er war verwandt mit den Malern Nicola und Pietro Falcone sowie Großonkel des Bildhauers Andrea Falcone.
Falcone war Schüler des Malers Jusepe de Ribera, genannt Lo Spagnoletto. Später ließ er sich als Künstler in seiner Heimatstadt nieder und eröffnete am 23. Januar 1636 gemeinsam mit Matteo de Guido und Onofrio Masturzo ein Atelier, das sich schon bald zu einer veritablen Malerschule vergrößerte.
Als 1647 gegen die spanische Fremdherrschaft ein Volksaufstand unter Führung des Fischers Tomaso Aniello, genannt Masaniello ausbrach, schloss sich Falcone mit Schülern und anderen Künstlern diesem an. Unter dem Namen Compagnia della morte  verübten sie Attentate und Anschläge, welche aber von den spanischen Besatzungstruppen brutal vergolten wurden. Nach der blutigen Niederschlagung der Revolte floh Falcone nach Frankreich, kehrte aber nach einigen Jahren wieder nach Neapel zurück. Nach Angaben in ältern Lexika starb Aniello Falcone im Alter von 65 Jahren 1665 in Neapel. Sein Testament errichtete er im Juli 1656, neuere Literatur nimmt an, dass er wenig später an der Pest verstarb.
Zu seinen Schülern zählen Salvator Rosa, Paolo Porpora und Andrea di Lione.

## Einschätzung
Falcone malte besonders Schlachtenbilder und erwarb sich dadurch den Namen eines Orakels der Schlachten (Oracolo delle battaglie). In seinen seltenen Gemälden herrscht große Lebendigkeit; die Zeichnung gilt als korrekt und das Kolorit als ansprechend. Seine Kupferstiche gelten als leicht und geistreich behandelt. Einige seiner Gemälde befinden sich im Prado in Madrid. Gemeinsam mit Salvator Rosa war Falcone der Begründer der Schlachtenmalerei als einer realistischen Darstellung der Kriegshandlung und das wichtigste Vorbild für Jacques Courtois. Er gilt als der erste italienische Maler, der fiktive Schlachtengemälde im zeitgenössischen Gewand schuf, ohne eine Zentralfigur zu heroisieren.

## Werke (Auswahl)
- Vorbereitung der Schlacht mit spanischen Soldaten. Öl auf Leinwand 96 × 155 cm, Privatsammlung.

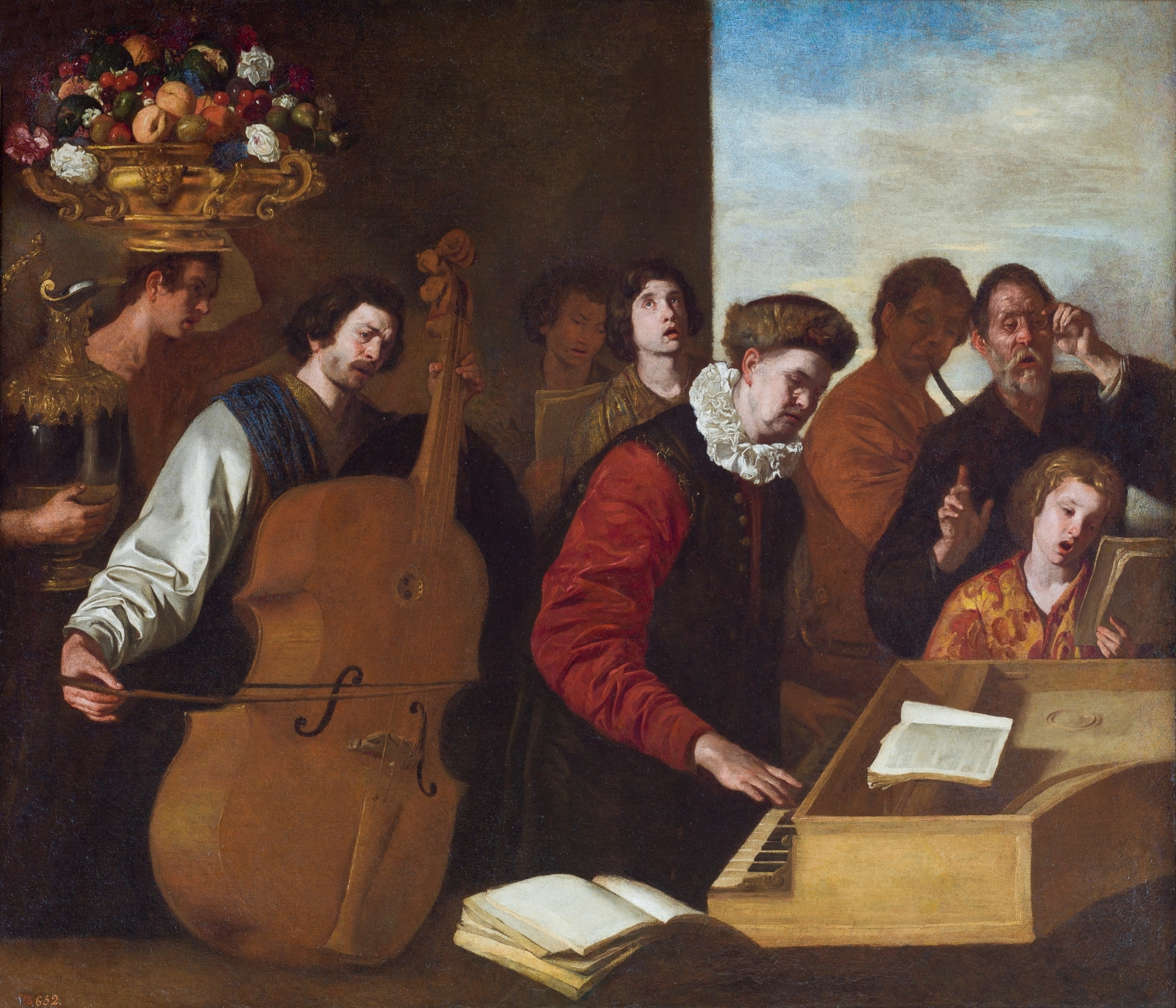
Das Konzert, Museo del Prado, Madrid
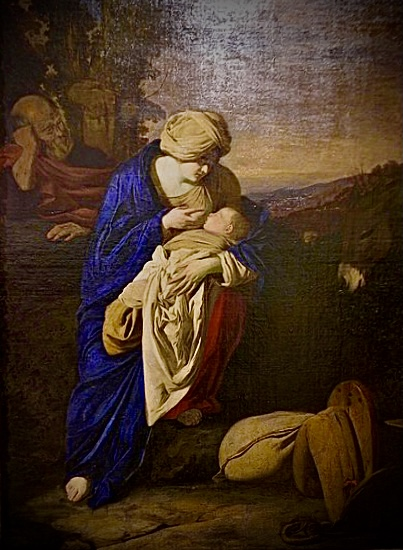
Ruhen Sie sich auf dem Flug nach Ägypten aus, Diözesanmuseum von Neapel
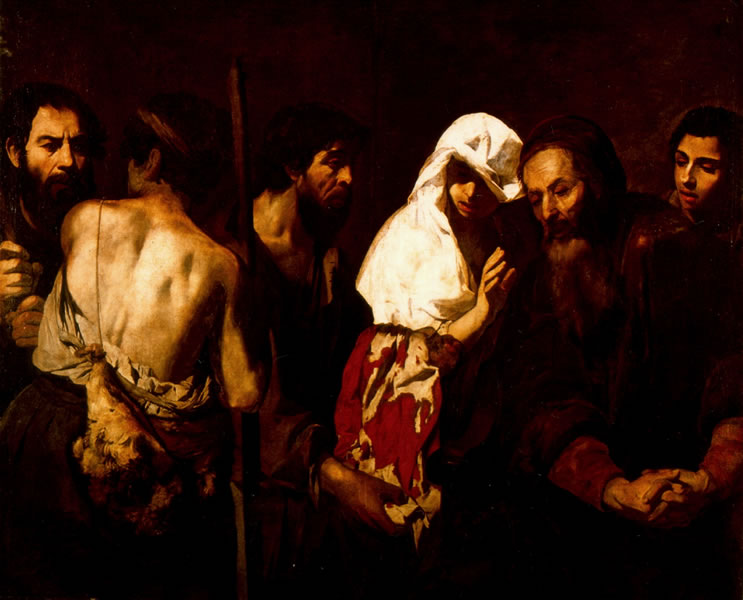
Jacob betrachtet die blutige Tunika seines Sohnes Joseph, Nationalmuseum für mittelalterliche und moderne Kunst der Basilikata, Matera
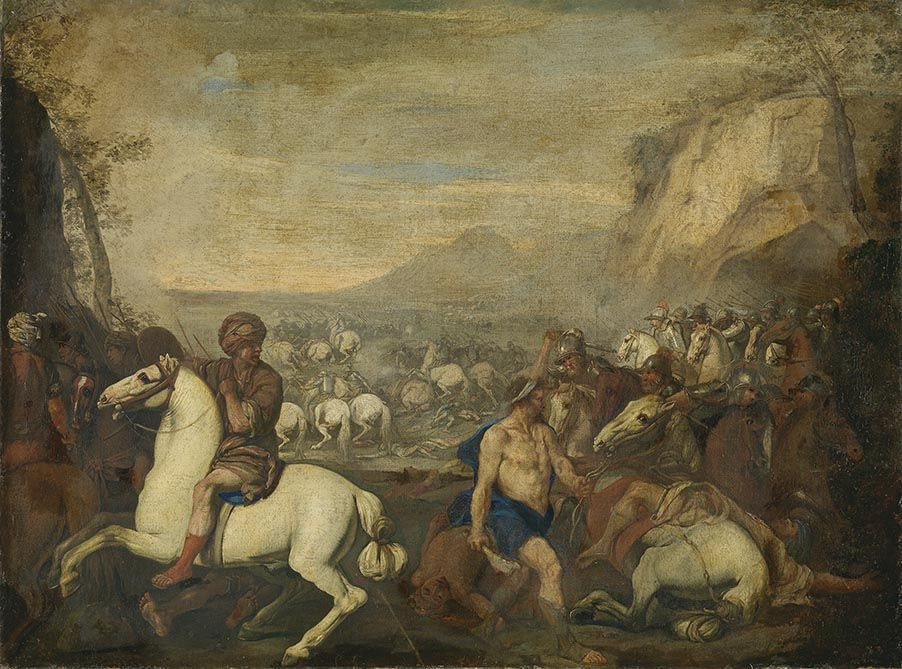
Simson gegen die Philister, Alte Pinakothek, München
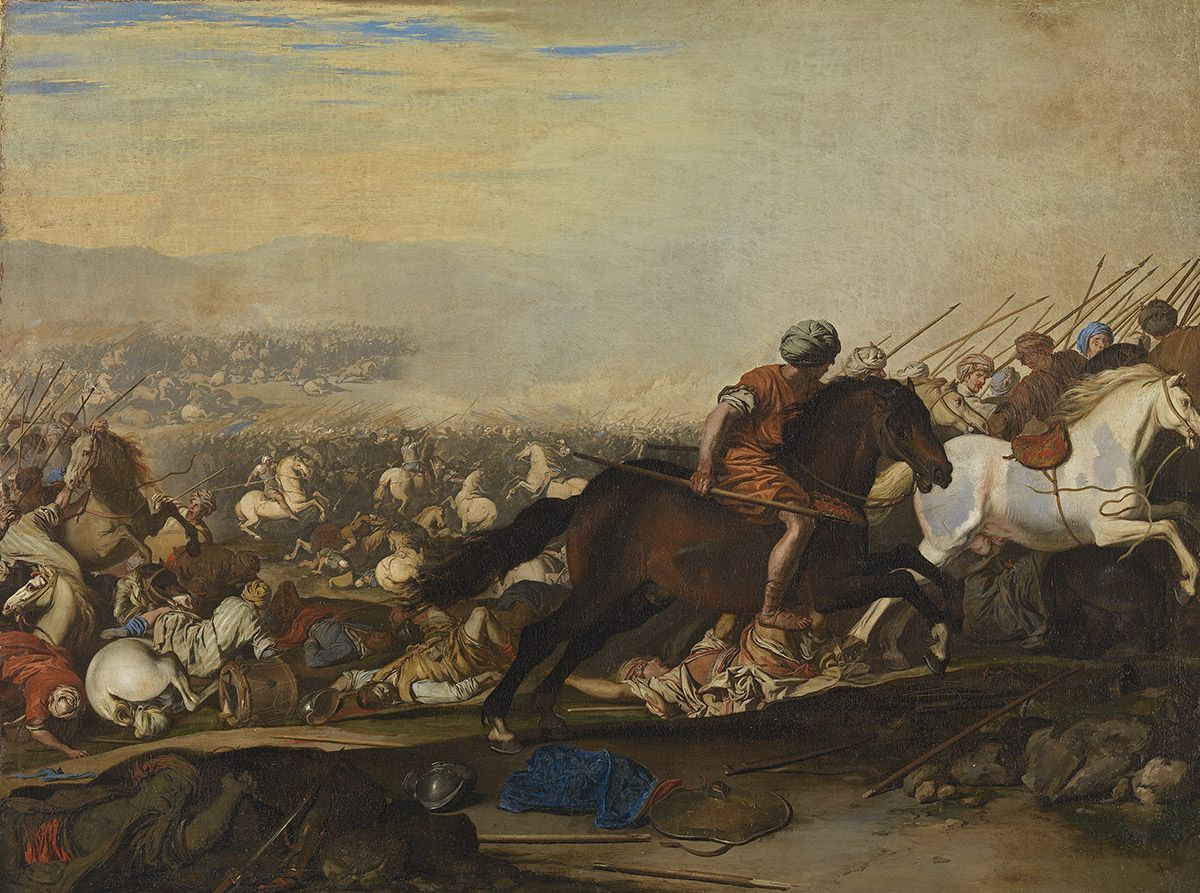
Kampfbild, Alte Pinakothek
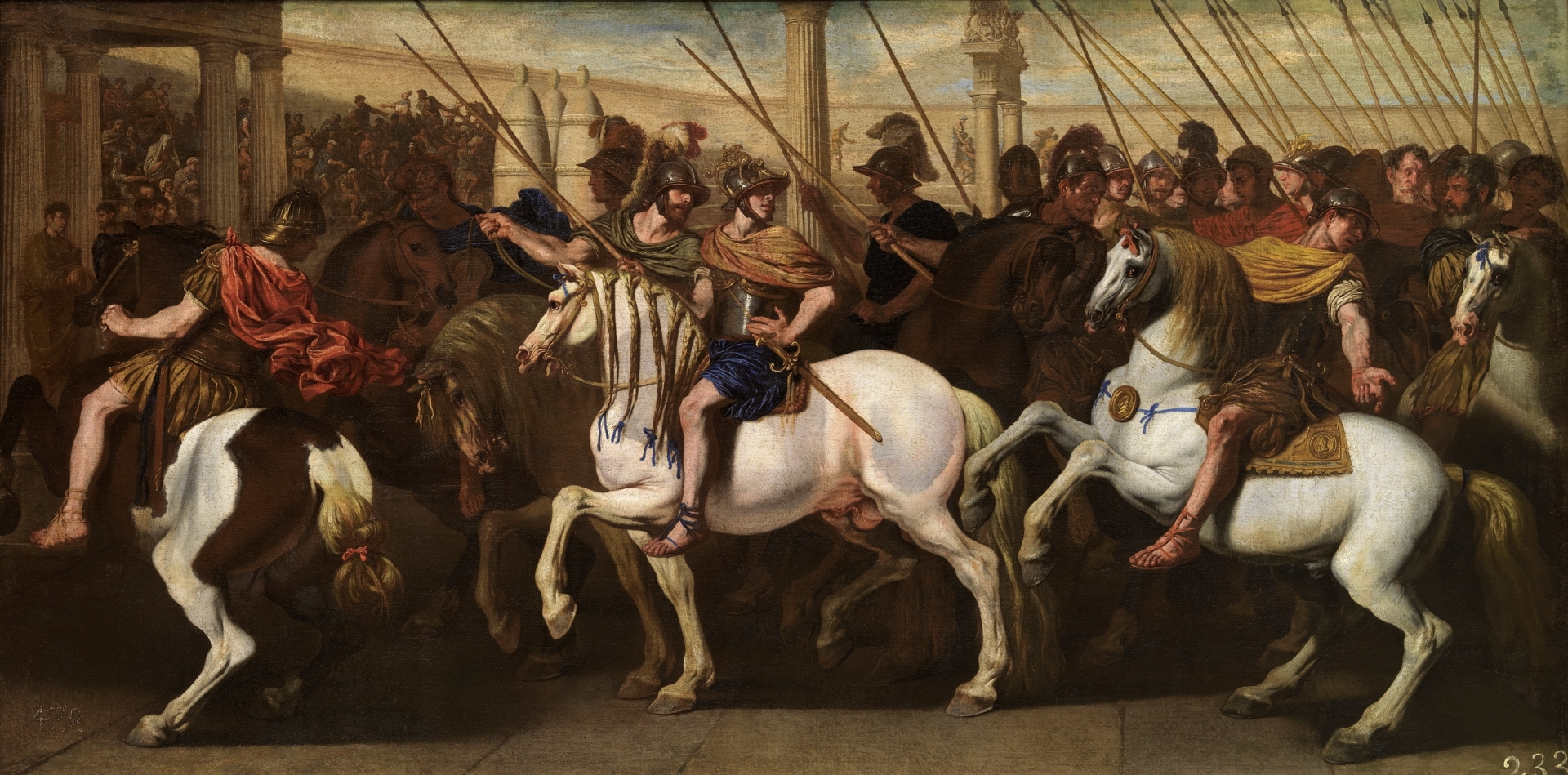
Römische Soldaten im Zirkus, Museo del Prado
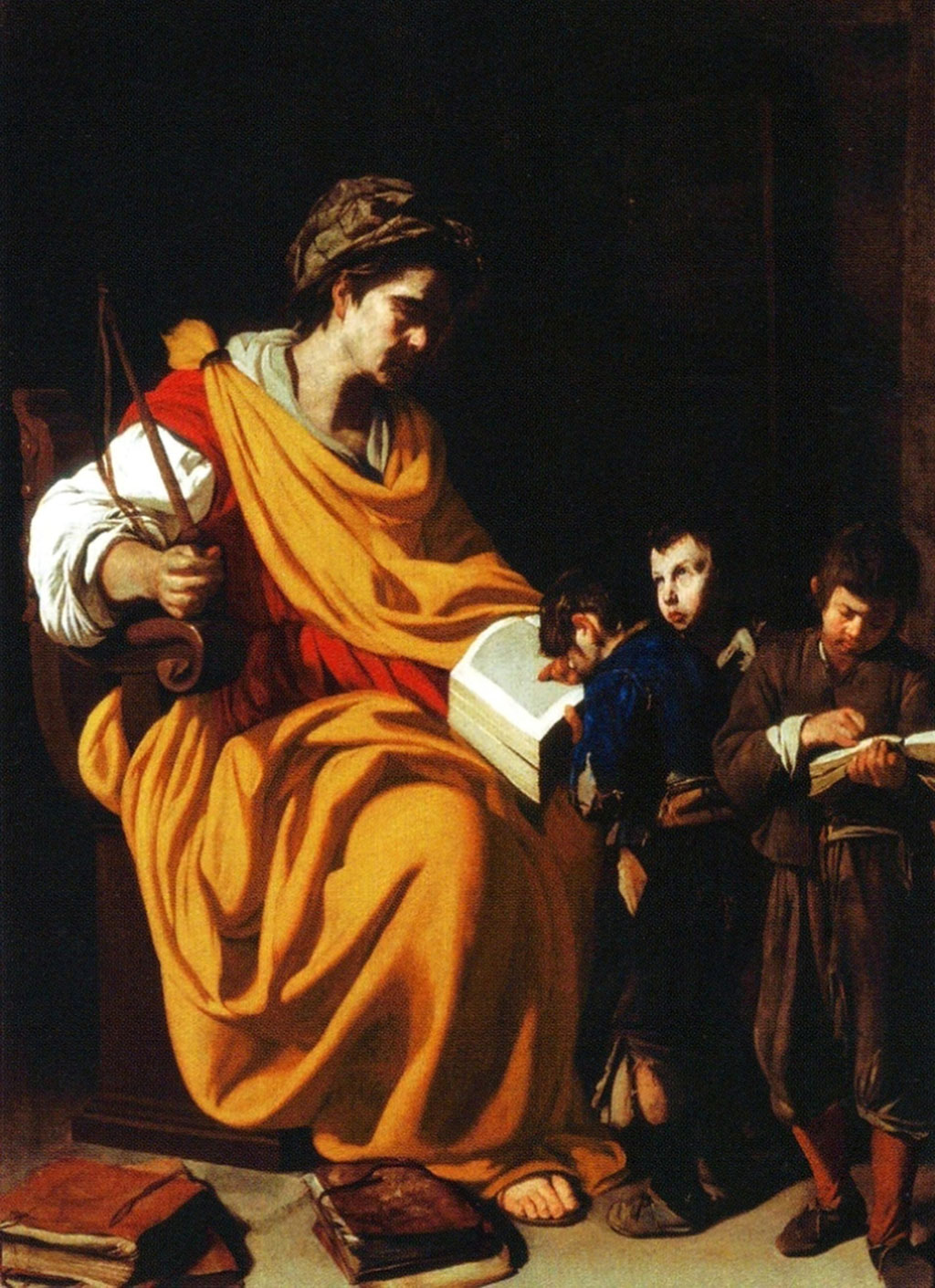
Der Schullehrer, Museo di Capodimonte
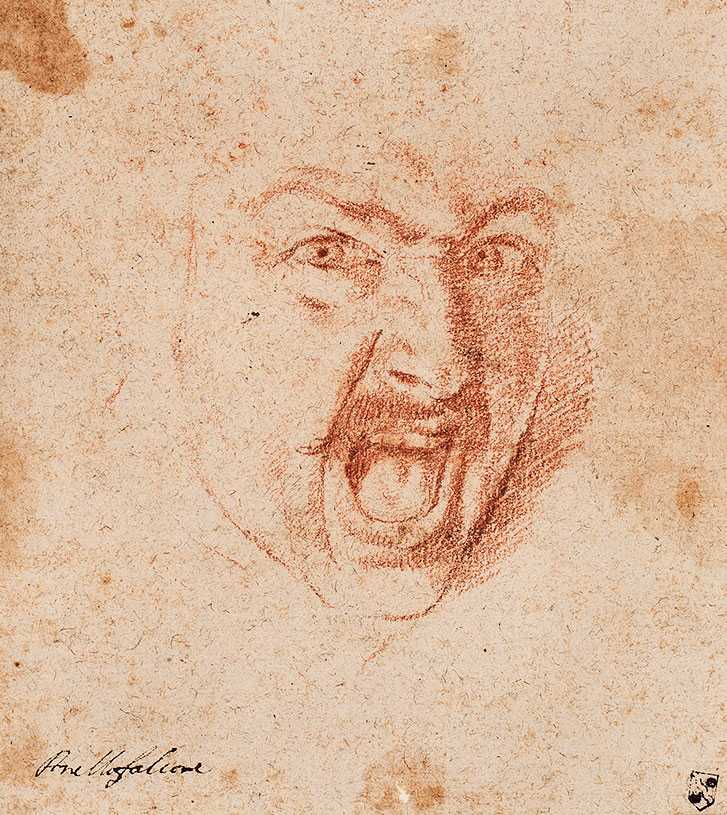
Kopf eines schreienden Kriegers, zeichnung, 1640, Kunsthalle Bremen